# 고봉민김밥人
고봉민김밥人는 대한민국의 분식 프랜차이즈 기업이다. 본사는 부산광역시 해운대구 센텀서로 30 KNN 사옥 내에 위치하고 있으며, 모기업은 (주)케이비엠다.

## 메뉴
주로 메뉴의 김밥류, 분식류, 식사류, 계절별미, 사이드메뉴 등의 제공한다.

## 매장 지역
- 서울특별시 : 43개
- 부산광역시 : 69개
- 대구광역시 : 35개
- 인천광역시 : 15개
- 광주광역시 : 34개
- 대전광역시 : 31개
- 울산광역시 : 26개
- 세종특별자치시 : 9개
- 경기도 : 135개
- 강원특별자치도 : 17개
- 충청북도 : 13개
- 충청남도 : 27개
- 전북특별자치도 : 16개
- 전라남도 : 15개
- 경상북도 : 40개
- 경상남도 : 68개
- 제주특별자치도 : 4개